# Kemptener Naturfreundehaus
Das Kemptener Naturfreundehaus ist eine in den Jahren 1921 bis 1923 errichtete ganzjährig geöffnete Schutzhütte in den Allgäuer Alpen auf dem Gemeindegebiet von Immenstadt im Allgäu.

## Geografie
Die Hütte liegt auf einer Hochfläche zwischen dem Gschwender Horn (1450 m) nördlich und dem Roten Kopf (1482 m) südlich, auf einer Lichtung der Krummholzzone auf einer Höhe von 1415 m ü. NN. Unmittelbar bei der Hütte verläuft die Europäische Hauptwasserscheide. Etwa 150 m südlich entspringt ein Quellbach der Weißach, die über den Bodensee und Rhein zur Nordsee hin entwässert. Die Quellen 100 m nördlich hingegen fließen der Konstanzer Ach zu, die über Iller und Donau in das Schwarze Meer speist.

## Geschichte
Die Schutzhütte wurde am 25. August 1923 von der Kemptener und Immenstädter Ortsgruppe der Naturfreunde Deutschland im Rahmen eines Bergfestes eingeweiht. Während der NS-Zeit waren die Naturfreunde als Organisation verboten und ihr Vermögen konfisziert. Nach dem Zweiten Weltkrieg lebte die Idee wieder auf und das Haus konnte nach und nach den steigenden Bedürfnissen seiner Besucher angepasst werden. Die Wasserversorgung, Kläranlage, Nebengebäude, Jugendräume und Pächterwohnung wurden, mit viel Eigenleistung der Mitglieder im Laufe der Jahre des Bestehens der Hütte schon des Öfteren saniert oder renoviert.
Im Jahre 2018 verfügte das Haus über 119 Unterkünfte, einen Gastraum für 100 Personen, Tagungsräume, Kinderspielplatz und Streichelzoo. Die Hütte eignet sich auch für Betriebsausflüge und größere Gruppen.

## Zugang und Touren
Der Zugang zur Hütte erfolgt direkt von Immenstadt oder Rieder, in eineinhalb bis zwei Gehstunden. Die Hütte dient als Ausgangspunkt für die Nagelfluh-Gratwanderung, über die die europäischen Fernwanderwege E4 und E5 verlaufen. Im Winter sind vielfältige Skitouren unter anderem auf die umliegenden Gipfel des Gschwender und Immenstädter Horn möglich.

## Karten
- Alpenvereinskarte BY 1 Allgäuer Voralpen West - Nagelfluhkette, Hörnergruppe (1:25.000)